# 데일리 미러
《데일리 미러》(Daily Mirror)는 1903년 창간한 영국의 일간 타블로이드 신문이다. 1985년부터 1987년까지, 1997년부터 2002년까지의 마스트헤드에 있는 이름은 간단하게 《더 미러》(The Mirror)였다. 2013년 1월 기준으로 평균 일간 판매 부수는 1,058,488부이다. 일요일에 발행되는 자매지는 «선데이 미러» (Sunday Mirror)이다.
《미러》는 소유주가 몇 명 있었다. 알프레드 함즈워스가 《미러》를 창간했으며, 1913년에 그의 형제인 해롤드 함즈워스 (1914년부터는 로더미어 경)에게 매각했다. 1963년에는 함즈워스 일가의 매체 지분에 대한 구조조정으로 《미러》는 인터네셔널 퍼블리싱 코퍼레이션의 일원이 되었다. 1984년부터 1991년까지는 로버트 맥스웰이 《미러》를 소유했다. 그의 사망 이후에는 1999년 지역 신문그룹인 트리티니와 합병되어 트리니티 미러를 이루기 전까지 오랫동안 지속된 고비 기간을 겪었다.